# レ・ボレアード

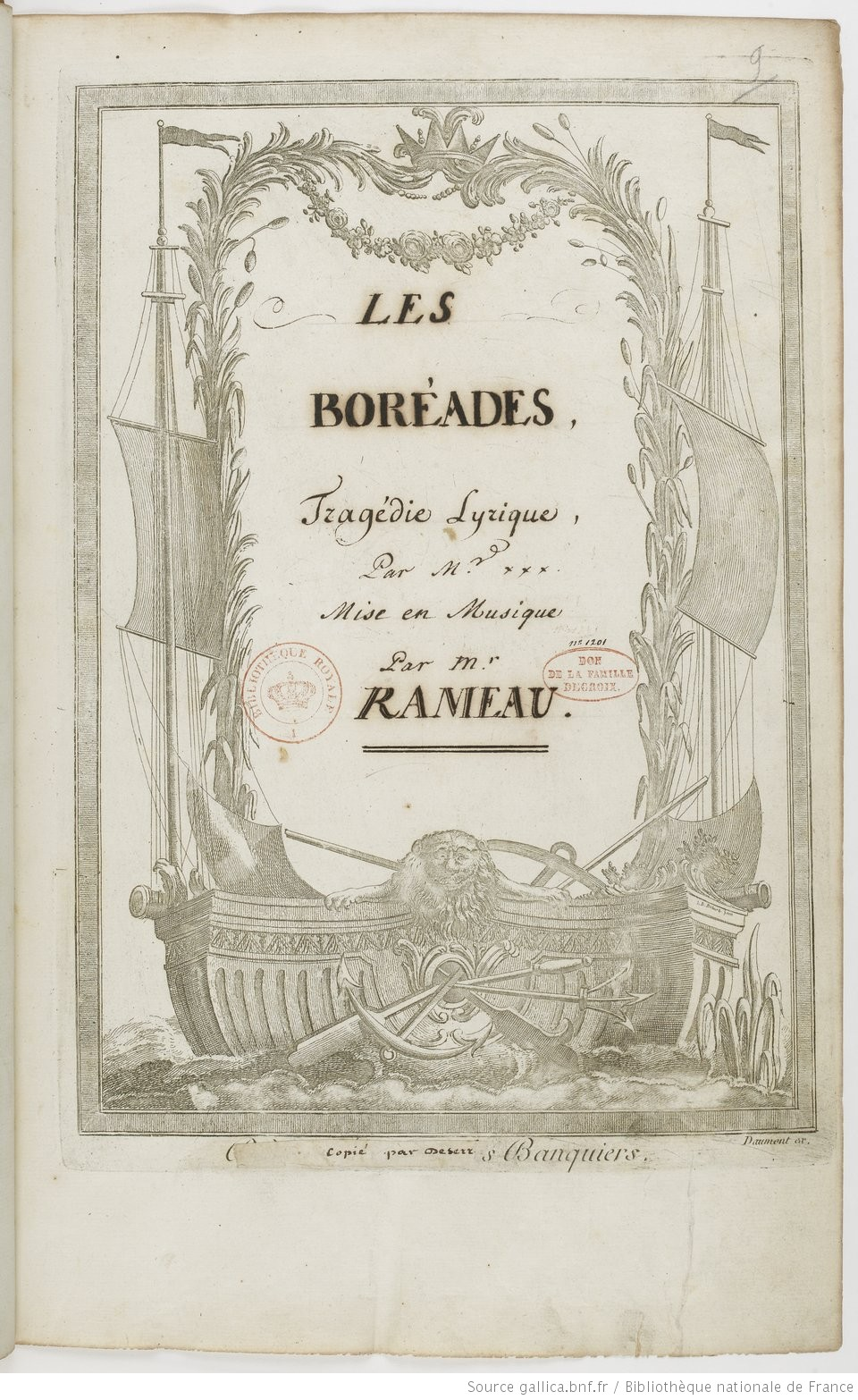
楽譜の表紙

『レ・ボレアード』（フランス語: Les Boréades)、原題は『アバリス、または北風の神々』（フランス語: Abaris ou les Boréades)は、パリ・オペラ座の委嘱により ジャン＝フィリップ・ラモーが作曲した全5幕からなるオペラまたはトラジェディ・リリック（抒情悲劇）。リブレットの作者は不詳だが、ラモーの多くの作品の台本作家であり、数年前に亡くなったルイ・ド・カユザックと考えられている。本作は1763年の春にリハーサルに入ったが、初演前に放棄されたことが明らかになっている。
1764年8月23日に熱病に苦しみ、ラモーは同年9月12日に亡くなった。本作は当時、上演も出版もされなかった。

## 概要
1964年10月16日、フランス放送協会は不完全な形ながら最初のラジオ放送を行った。最初の全曲上演はコンサート形式にて、ジョン・エリオット・ガーディナーの指揮により、1975年4月14日にロンドンで行われた。1982年7月21日、エクサン・プロヴァンス音楽祭にて、2世紀以上に亘りほぼ完全に忘れ去られていた本作の初の舞台上演がガーディナーの指揮、ジャン＝ルイ・マルティノティの演出で行われ、これはその年のオペラ上演の最優秀賞グランプリを獲得した。この上演はエラートにより録音された。なお、フランスの著作権法に従ってフランス国立図書館が排他的使用権を譲渡した出版社スティルによる権利保留措置により、ブックレットのない録音となった。本作は2003年4 月になってようやくパリ・オペラ座でロバート・カーセンの演出、バーバラ・ボニー、ポール・アグニュー、トビー・スペンス、ロラン・ナウリ、レザール・フロリサンの共演により、ウィリアム・クリスティの指揮のもと上演された。
本作の芸術的価値に魅了され、実際に演奏した指揮者は、次のような顔ぶれとなっている。フランス・ブリュッヘン、ロジャー・ノリントン（1986年ロンドン、コンサート形式）、サイモン・ラトル（1993年バーミンガム、コンサート形式、1999年、ザルツブルク、舞台上演）、マルク・ミンコフスキ（2004年 リヨンとチューリッヒ） 、エマニュエル・アイム（ミュルーズとストラスブール、2005年）、ヴァーツラフ・ルクス（ウィーン、モスクワ、ヴェルサイユ王立歌劇場、2020年、コンサート形式）、ジョルディ・サヴァール（ル・コンサール・デ・ナシオンと）。
本作は、たとえこのオペラがラモーの他の音楽悲劇から距離を置く存在だとしても、バロック美学の最後の主要な音楽作品であると考えることができる。

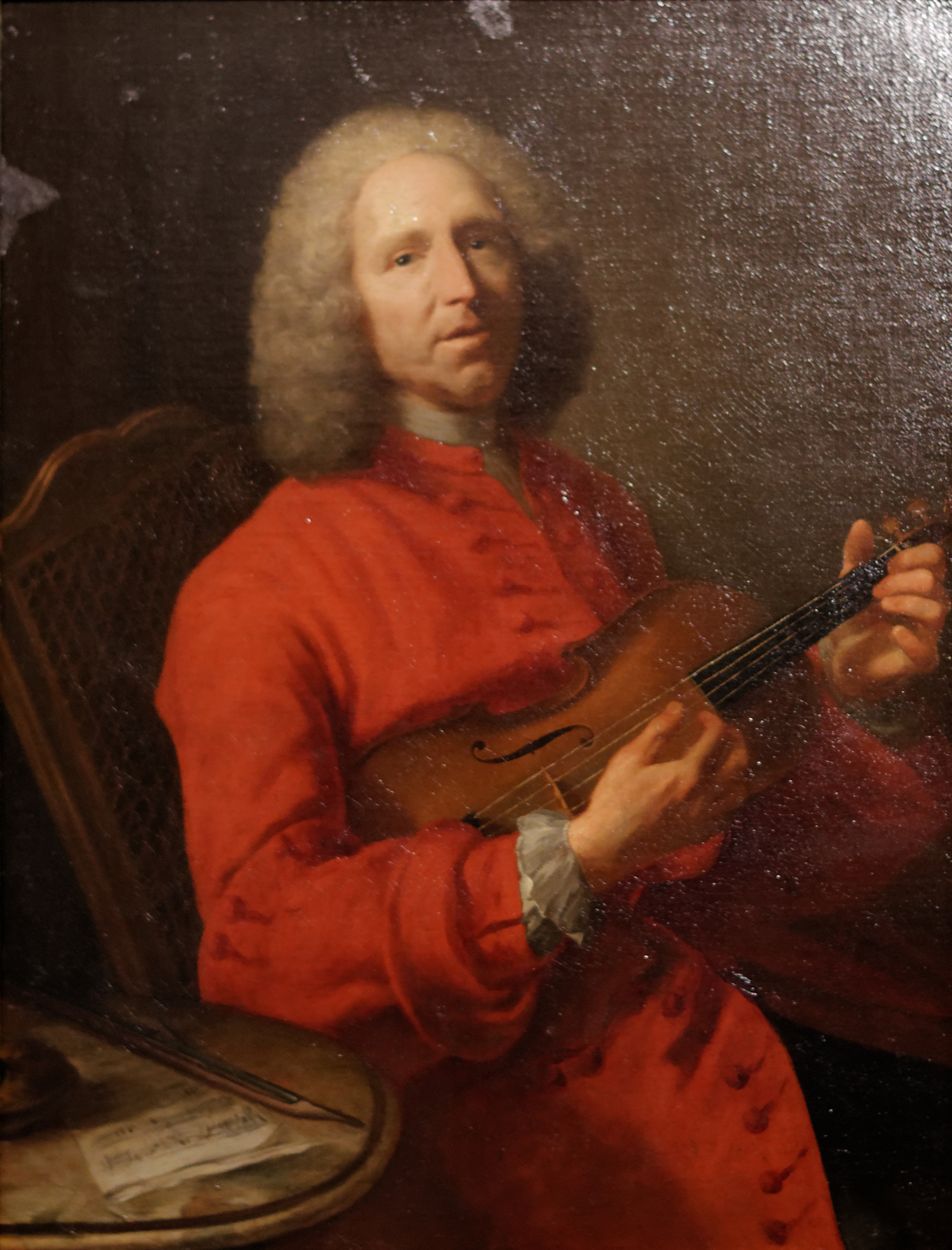
ジャック・アヴェドによるラモー

『ラルース世界音楽事典』によれば「筋書と台本の調子は多くの点において、『ザイス』（Zaïs）、『ナイス』（Naïs）、『ゾロアストル』（Zoroastre）の作者カユザックに相応しい。ラモー82歳にして書かれたこの音楽には、いかなる弱さも見られない。これ以前の諸作品よりずっと数の増えた器楽曲（サンフォニー）の豊かさと力強さによって、この曲は異彩を放っており、定型の舞曲がその代わり少なくなっている。嵐と風の場面が傑出しており、この〈怒り〉の音楽とアルフィーズ役、そして一部だがアバリス役の抒情味と優しさが釣り合いを保っている。本作は『ゾロアストル』において音楽的に実に見事に展開された、相対立する二つの極を独特な形で再び取り入れている。本作は2世紀の間、二つの筆写譜だけが存在してきたが、1983年になってようやく出版された」。
日本初演は2023年12月8日に北とぴあさくらホールにて、セミ・ステージ形式で、演出：ロマナ・アニエル、指揮：寺神戸亮、アルフィーズ：カミーユ・プール、アバリス：大野彰展、セミール：湯川亜也子、アダマス：与那城敬、ボレ：小池優介、管弦楽と合唱：レ・ボレアード、振付：ピエール=フランソワ・ドレによって行われた。

## 登場人物
| 人物名                                                           | 声域                              | 原語       | 役柄                             |
| ---------------------------------------------------------------- | --------------------------------- | ---------- | -------------------------------- |
| アルフィーズ                                                     | ソプラノ                          | Alphise    | バクトリアの女王                 |
| アバリス                                                         | オート・コントル （Haute-contre） | Abaris     | アルフィーズの恋人               |
| ボレ                                                             | バス                              | Borée      | 北風の神                         |
| セミール                                                         | ソプラノ                          | Sémire     | アルフィーズの腹心               |
| アダマス                                                         | バリトン                          | Adamas     | アポロンの大祭司                 |
| ボリレ                                                           | バリトン                          | Borilée    | ボレ族の息子、アルフィーズに求婚 |
| カリシス                                                         | オート・コントル                  | Calisis    | ボレ族の息子、アルフィーズに求婚 |
| ニンフ                                                           | ソプラノ                          | une nymphe | 精霊                             |
| アムール                                                         | ソプラノ                          | l’Amour    | 愛の神                           |
| アポロン                                                         | バリトン                          | Apollon    | 音楽・芸術・芸能の神             |
| ポリムニー                                                       | ソプラノ                          | Polymnie   | 歌とパントマイムの女神           |
| 合唱：民衆、アムールの従者、アポロンの司祭、ボレの従者、精霊など |                                   |            |                                  |

## 楽器編成
- 木管楽器: ピッコロ2、フルート2、オーボエ2、クラリネット2、ファゴット2
- 金管楽器: ホルン2、
- 打楽器: ティンパニ
- 弦楽合奏（ヴィオラは2つに分割されている） 、チェンバロ2

## あらすじ
『レ・ボレアード』にはプロローグがなく、イタリア風の 3つの楽章で構成される序曲が冒頭に配置されている。

### 第1幕
狩の角笛風のホルンによる合図とファンファーレが宮廷の人々が狩りをしていることを告げる。最後の和音が弱まっていく中、バクトリア女王アルフィーズは側近たちを退出させると、付き人のセミールに疲れたと打ち明ける。彼女のための余興としてパーティーが用意されており、そこで夫を選ぶよう促される。 彼女はボレアードの二人の王子（カリシスとボリレ）の求婚のどちらにも応じないことを決意し、外国人であるアバリスへの愛をセミールに告白する。セミールはボレアスが怒ってしまうからと彼女にこの決心を考え直するよう懇願する。卑劣なお世辞たっぷりにボリレとカリシスがアルフィーズに迫る。女王は巧みに回答をはぐらかし、アポロンがやってきて、上手く事態を裁いてくれることを願っている。すると、カリシスが喜びと恵みの一団に芸をさせる。短い音楽と踊りが交互に演じられ、セミールが歌う〈アリエット〉「穏やかな水平線」（Un Horizon serein）で最高潮に達する。セミールは海での穏やかな一日を愛と結婚の喜びに、突然の嵐の危険を情熱の苦しみになぞらえ、嫌味たっぷりの皮肉を歌に込める。コントルダンスによって幕が締めくくられる。

### 第2幕
アバリスはアポロン神殿に一人佇んでいる。神はアバリスの助けの要請にあまり気にかけていない様子。大祭司アダマスはアバリスが神の血筋を引く者に相応しいと明らかになるまで、彼の出生の秘密を公にしないという約束でアポロンから彼が子供の頃に託されたときの経緯を思い出す。アダマスはアルフィーズへの愛を告白したアバリスを呼び、彼に全幅の信頼を置いていることを伝える。アダマスは司祭たちに、新しい王が選ばれるまでアバリスをアダマス自身だと思って従うよう命じる。女王は悲嘆に暮れた様子でやって来る。彼女は司祭に自分に代わって神との仲をとりなして欲しいと頼む。アルフィーズとアバリスが二人きりになると、彼女は夢の中でボレアスが彼女の宮殿と王国を破壊すると脅されたと、動転した様子で語る。アバリスは同情し、アポロンに彼女を守ってくれるように呼びかけ、司祭としての立場を忘れて愛を告白してしまう。すると、アルフィーズも彼に対する自分の気持ちを告白する。従者たちがやってくるのを聞き、彼女は喜びの叫びを抑えようとし、彼もそれをアポロンへの栄光の賛美歌に変えると、司祭や廷臣たちも賛美歌に加わる。ニンフは熱情とは程遠い愛の自由への賛歌を歌う。ボレアスとオリティの伝説を模倣した比喩的なバレエが踊られる。神聖な花瓶を持ったオリティとその従者たちの行列が整然と入って来て、オリティたちがアテナを讃える踊りであるリゴードンを始める。そこへ、ボレアスが到着すると、皆は突然踊りを中断する。カリシスは成り行きを次のように見込む。つまり、しかるべき時が来れば、我々は愛の神の命令に耳を傾けなければならなくなるだろうと考える。ボリレは、どんなに誇り高い心もやがては愛の神に身を委ねなければならないだろうと考えている。続いて〈ルール〉という踊りが披露される。これは、ボレアスの信奉者とオリティのためのガヴォットとなっている。この祝賀の間、光が神殿を満たし、森から調和のとれた和音が美しく鳴り響き、アポロンではなく、アムールの到来を告げる。彼は馬車から降りるとアルフィーズに矢を渡す。それには「私はあなたが満足するような行いを望む、愛を与えるのは愛の神それ自身なのだ。ボレアスの血筋が王冠を手にするだろう。」と曖昧な言葉が書かれている。アルフィーズと二人の求婚者は「アムールは自分たちに好意的なのか、敵対的なのか」と疑問を抱く中、アムールとアポロンの栄光を讃える歌が合唱され、幕が下りる。

### 第3幕

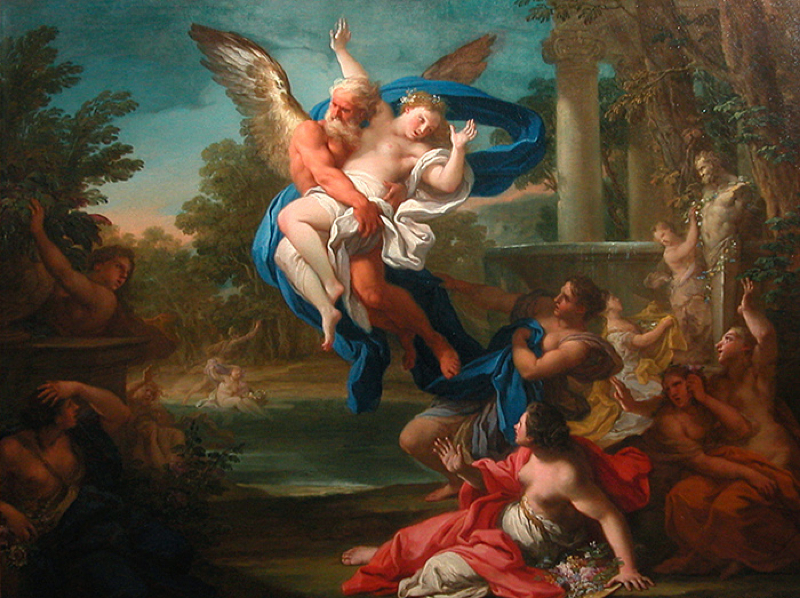
コンカによる『オレイテュイアを誘拐するボレアス』

アルフィーズが一人佇んでいる。彼女は自分の夢の恐怖やボレアスへの嫌悪感から、彼女の愛の魅力や将来の幸福への希望までいろいろと思い悩んでいる。アバリスが近づいてきて、彼は自分が王位の犠牲となり、ライバルたちにアルフィーズを奪われることを懸念している。彼女は再び彼に自分の愛を明確にする。聖歌隊は結婚の神ヒメンに向かって歌い、人々は厳粛に列を成し、女王に最終的な夫の選択を促そうとする。 アダマスは夫を選ぶよう勧める。しかし、アルフィーズは神の不興をかうこと避けなければならないので、愛する男と結婚するために女王の座から退位すると宣言する。その後、彼女は臣下に自分を王室としての義務から解放し、代わりに王を選ぶよう依頼する。臣下たちの失望に動揺せず、彼女はアバリスのほうに向き直り、魔法の矢を差し出す。公衆の面前で侮辱されたカリシスとボリレは王位を主張する。彼らのあまりに傲慢な態度を見て激怒したアバリスは、女王を守る覚悟はできていると立ち上がる。アルフィーズは、穏やかながら高貴で誠実な気持ちに心を満たされた彼女は「彼の喜びに誇りを感じ、常に彼を愛することに幸福を見出すだろう」と言う。国民は女王と女王が選んだ夫を支持する。怒り狂ったカリシスとボリレはボレアスに復讐を訴える。稲妻、雷鳴、地震とともに恐ろしい嵐が起こり、さまざまな災難が引き起こされる。アルフィーズはつむじ風にさらわれてしまう。アバリスと国民が哀歌を合唱するなか、幕が閉じられる。

### 第4幕
幕間の間も嵐は荒れ狂い続ける。恐怖に駆られた住民たちはボレアスを落ち着かせようとする。ボリレが現れ、泣き叫ぶ群衆の中央でアルフィーズへの復讐を誓う。人々は再び容赦のない神に許しを請う。すると、突然嵐が止み、負傷したアバリスが失望して戻ってくる。彼が心を打つ〈アリア〉「荒涼とした場所」（Lieux désolés）で悲しみを表すと、アダマスが助けにやって来て「国民、国、そして女王自身を救うために、アバリスは愛を捨てなければならない。」と言う。アバリスは矢で自殺しようとするが、アダマスはそれを阻止し、この矢にはライバルに勝利をもたらす秘密の力があることを思い出させる。再び一人になって、アバリスはアポロンに「急ぎ私の激しい怒りに手を貸し、私が侮辱されている場所へ連れて行ってください。アルフィーズのために復讐するのです。私の勇気に栄光をもたらしてください。」と懇願する。讃歌と雄弁を司る女神ポリムニーが彼の呼びかけに応じる。2つのガヴォットはそよ風を運ぶ西風の神ゼフィールのアリアだけでなく、時計と2 つのリゴードンも想起させる。合唱と 2つのアリアがアバリスを陸と海を越えて雷鳴のとどろく場所へ飛んでいくよう促す。アバリスの風に立ち向かうアリアで「私は厳しい神を屈服させようとしているのだ。この日は私の勝利か死を明らかにすることになる。」と言って旅立つのだった。

### 第5幕
北風の領地では、ボレアスが風たちに地上を荒廃させる行為を再開するよう命令する。風たちはボレアスの脅しに弱々しく応じる。アルフィーズが入ってくると、カリシスとボリレが寄って来る。ボレアスはアルフィーズに王子の一人を夫として迎えるか、さもなければ奴隷としての人生を送らなければならない「帝国か鉄格子か、運命はあなたの選択次第だ。」と最終的な警告をする。アルフィーズはこの脅威に屈しない。ボレアスは彼女の頑固さに激怒し、アルフィーズに苦痛を与えるための新たな拷問を考え出すよう召使たちに言う。彼女が鎖につながれて連れ去られていくと、アバリスが現れる。アルフィーズは彼に逃げるよう促すが、逃げようとしない彼をボレアスたちは嘲笑する。ボレアスたちは彼を殺すと脅す。アバリスは神をも驚かせた矢を放つ。彼は自尊心と野心に満ちたライバルたちを「お前たちは恐怖で脅した女性から愛されると思うのか」と非難する。すると、彼らは沈黙に追い込まれる。彼らが魔法の矢の呪文に屈したとき、アポロンが到着し、アバリスはボレアスの子孫である若いニンフから産まれた自分の息子であると宣言する。ボレアスは自分の敗北を認め、恋人たちを再会させなければならなくなる。アバリスは喜びと感謝の気持ちに駆られ、魔法を解くために再び矢で王子たちに触れます。そして、一日が終わり、アポロンは立ち去らなければならない。彼はボレアスの暗い住居に永遠の光を与える。愛と喜びがアポロンの命令によって確かなものになる。人々は踊り始め、恋人たちは勝利を祝う。パ・ド・ドゥと2つのメヌエットが終わると、アバリスは〈アリエット〉で「愛は邪魔されると激流に代わる小川のようだ」と歌う。二人の愛を祝福するコントルダンスが踊られ、大団円となる。

## 主な録音・録画
| 年   | 配役 アルフィーズ アバリス セミール アダマス ボレ                                                                           | 指揮者 管弦楽団および合唱団                                                                                            | レーベル                                               |
| ---- | --- | --- | ------------------------------------------------------ |
| 1982 | ジェニファー・スミス フィリップ・ラングリッジ アンヌ＝マリー・ロード フランソワ=ル・ルー ジャン＝フィリップ・ラフォン       | ジョン・エリオット・ガーディナー イングリッシュ・バロック・ソロイスツ モンテヴェルディ合唱団                           | CD: Erato EAN:0022924557224                            |
| 2003 | バーバラ・ボニー ポール・アグニュー アンナ=マリア・パンツァレッラ ニコラ・リヴァンク ロラン・ナウリ                         | ウィリアム・クリスティ レザール・フロリサン （管弦楽団および合唱団） 演出：ロバート・カーセン パリ・オペラ座での上演   | DVD: Opus Arte EAN:5400439002685                       |
| 2019 | エレーヌ・ギルメット マティアス・ヴィダル エマニュエル・ド・ネグリ エドウィン・クロスリー=マーサー クリストファー・パーヴス | エマニュエル・アイム ル・コンセール・ダストレ （管弦楽団および合唱団） 演出：バリー・コスキー ディジョン歌劇場での上演 | DVD: Erato EAN:0190295050399                           |
| 2020 | デボラ・カシェ マティアス・ヴィダル カロリーヌ・ウェイナン ニコラ・ブローイマンス ブノワ・アルヌール                        | ヴァーツラフ・ルクス コレギウム1704 （管弦楽団および合唱団） ヴェルサイユ王立歌劇場での録音                            | CD: Château de Versailles Spectacles EAN:3770011431328 |